# Рождённые бурей
«Рождённые бурей» — роман Николая Островского (1904—1936), написанный в жанре социалистического реализма в 1936 году.
Роман о гражданской войне на Западной Украине и о засилии там поляков не был закончен, но его рукопись была набрана и отпечатана в рекордные сроки — экземпляры книги дарили уже на похоронах писателя.

## Сюжет
Действие романа разворачивается в конце 1918 — начале 1919 годов на территории Волынской губернии и повествует о становлении революционного самосознания трудящихся. Главный герой романа кочегар Андрей Птаха вместе со своими друзьями-сподвижниками под началом большевиков противостоит капиталистической власти, иностранным интервентам и внутренним изменникам.

## Структура романа
Островский планировал написать роман в трёх частях, но успел сделать лишь одну, состоящую из двенадцати глав. В некоторых изданиях в качестве приложения приводится первая глава второй части.

## Постановки и экранизации
По мотивам романа в СССР ставились спектакли и было снято два художественных фильма:
- Рождённые бурей (1957) на Киностудии им. А. П. Довженко (Киев). Автор сценария Ю. Кротков, режиссёры-постановщики Я. Базелян и А. Войтецкий, оператор И. Миньковецкий. В ролях: Сергей Гурзо (Птаха), Ольга Бган, А. Иванов, О. Жаков, А. Войцик, Н. Хрящиков и др.

- Рождённые бурей (1981) на Киностудии им. М. Горького. Режиссёр и автор сценария: Георгий Николаенко. В ролях: Геннадий Фролов, Екатерина Васильева, Евгений Герасимов, Вадим Захарченко, Георгий Семенов, Иннокентий Смоктуновский, Ольга Барнет, Ромуальдас Анцанс, Марина Голуб, Вадим Курков, Виктор Проскурин, Евгений Евстигнеев, Любовь Германова.